# Lwowski Narodowy Uniwersytet Medyczny im. Daniela Halickiego

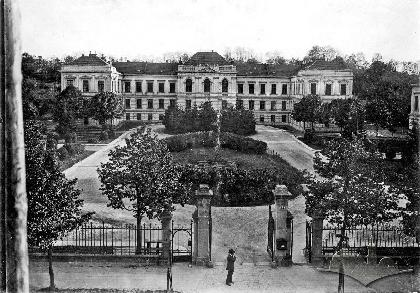
Gmach główny wydziału medycznego dawnego Uniwersytetu im. Cesarza Franciszka I w 1894

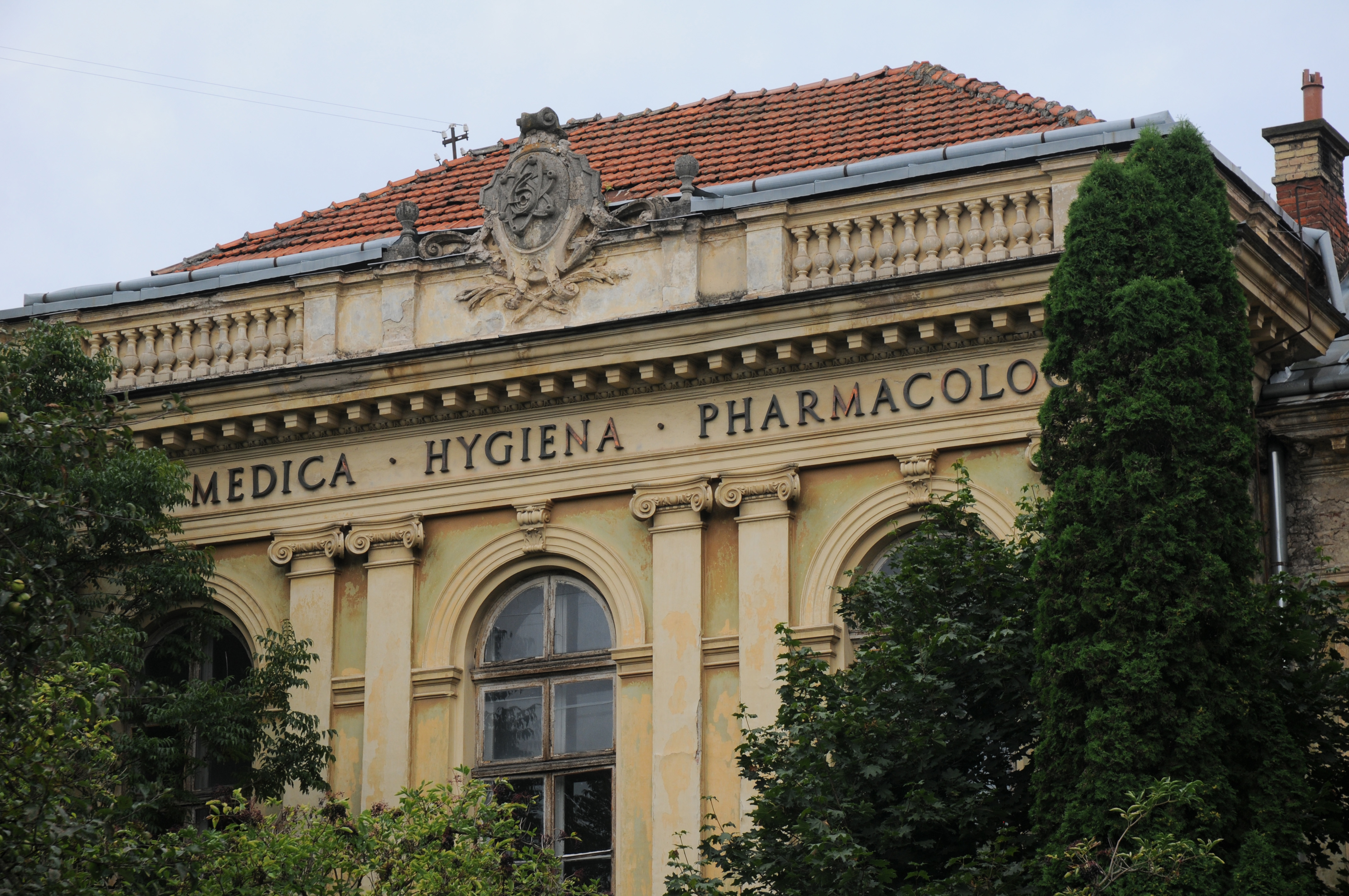
Fasada gmachu głównego uczelni, ulica Piekarska 52

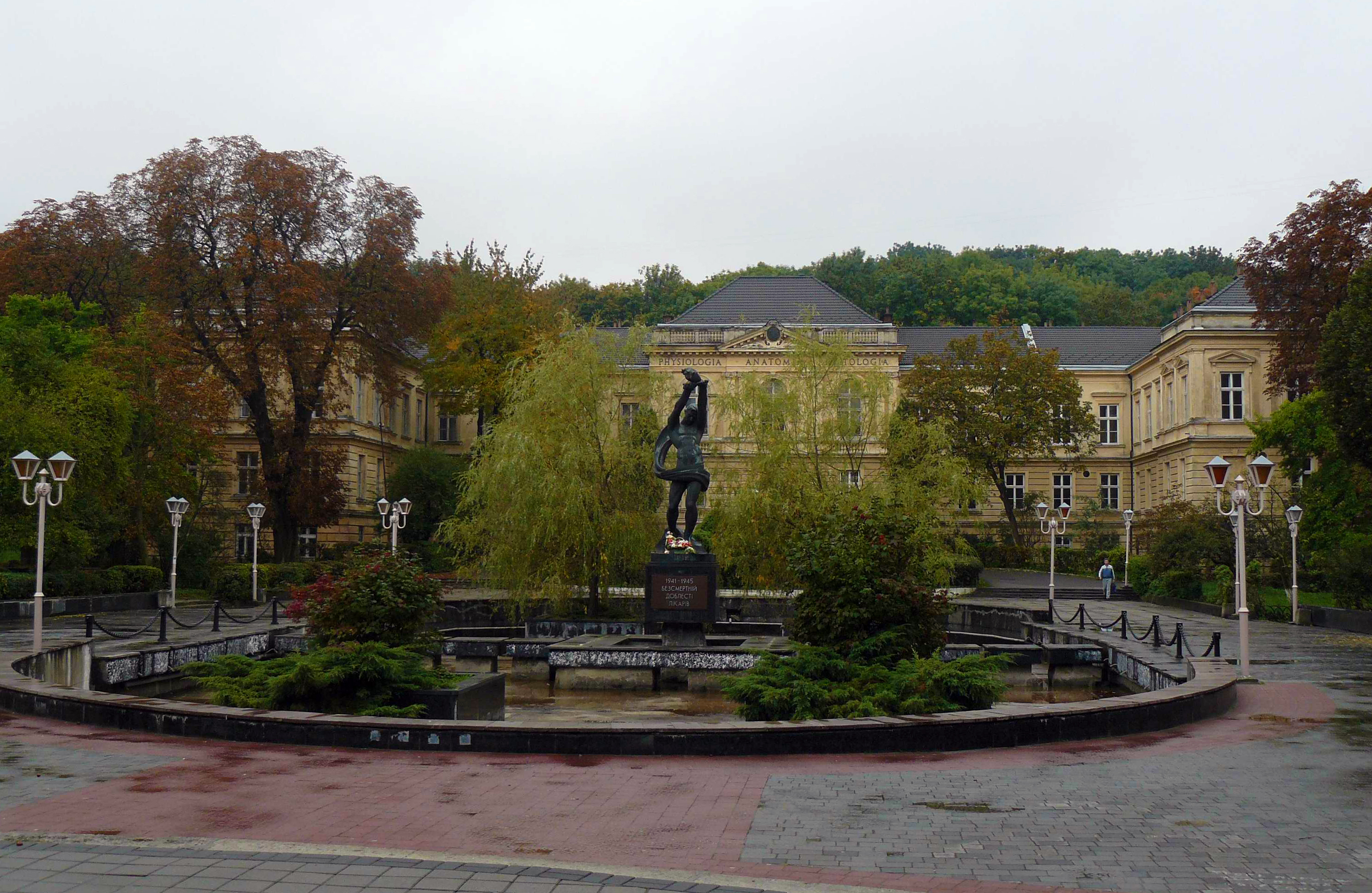
Gmach główny Lwowskiego Narodowego Uniwersytetu Medycznego im. Daniela Halickiego

Lwowski Narodowy Uniwersytet Medyczny im. Daniela Halickiego – ukraińska uczelnia medyczna we Lwowie.

## Historia uczelni

### Do 1918
20 stycznia 1661 król Jan Kazimierz nadał przywilej przekształcający kolegium jezuitów w Akademię, która posiadała cztery wydziały. Nie powstał wówczas wydział medyczny i taki stan trwał aż do zamknięcia uczelni przez władze austriackie w 1773. Cesarz Józef II Habsburg przywilejem z 21 października 1784 wyraził zgodę na wznowienie działalności uczelni, co nastąpiło 16 listopada 1784. Powstały wówczas wydziały prawa, teologii, filozofii i medycyny, od tego czasu datuje się istnienie uczelni medycznej we Lwowie. W 1891 rząd austro-węgierski podjął decyzję o powołaniu samodzielnego wydziału lekarskiego, dzięki wstawiennictwu namiestnika Galicji Kazimierza Badeniego powstał wówczas wydział medyczny. W tym samym roku władze miasta i namiestnictwo przydzieliły uczelni teren przy ulicy Piekarskiej 52 pod budowę nowego wydziału. Autorem projektu był Józef Braunseis, pod którego kierownictwem powstały w ciągu czterech lat gmach główny anatomii opisowej i fizjologii, medycyny sądowej, patologii oraz chemii i farmakologii. Do 1898 powstały kolejne obiekty, które pomieściły katedry położnictwa i ginekologii, chorób wewnętrznych, dermatologii i wenerologii, otolaryngologii. W marcu 1900 uczelnię ukończyło pierwszych szesnastu absolwentów posiadających tytuł lekarza, czternastu Polaków i dwóch Ukraińców. Na początku XX wieku wykładowcy rekrutowali się z uczelni o dłuższych tradycjach i renomie, tj. Uniwersytet Jagielloński, Wiedeński i w Heidelbergu.

### II Rzeczpospolita
Po rozpoczęciu roku akademickiego 1918 naukę przerwano, kadra i studenci walczyli w obronie Lwowa. Kolejny rok akademicki przerwano ze względu na wojnę polsko-bolszewicką.
Działalność uczelni aktywowano 15 marca 1920, w ciągu dwóch lat Wydział Lekarski obejmował dwadzieścia jeden katedr, w gronie pracowników naukowych znajdowało się dziewiętnastu profesorów. W 1929 nastąpiła reorganizacja struktury uczelni, powstała wówczas Katedra Farmaceutyczna. Przed wybuchem II wojny światowej Wydział Lekarski składał się z dwudziestu czterech katedr i klinik, a wśród personelu naukowego pracowało trzynastu profesorów zwyczajnych, pięciu profesorów nadzwyczajnych i trzydziestu trzech docentów.
Na wydziale medycznym wykładali uczeni światowej sławy, m.in. Henryk Kadyi, Władysław Szymonowicz, Jan Prus, Adolf Beck, Antoni Noga-Mars, Ludwik Rydygier, Antoni Cieszyński, Roman Rencki, Jakub Parnas, Rudolf Weigl, Antoni Gluziński, Stanisław Budzyński, Edmund Biernacki, Leon Popielski, Włodzimierz Sieradzki, Hilary Schramm, Emanuel Machek, Antoni Jurasz, Henryk Halban, Zdzisław Steusing, Napoleon Gąsiorowski, Witold Ziembicki, Jan Grek, Tadeusz Ostrowski, Adam Gruca, Jan Lenartowicz, Adam Bednarski, Kazimierz Bocheński, Franciszek Groër, Eugeniusz Artwiński, Teofil Zalewski, Józef Markowski, Bolesław Jałowy, Mieczysław Wierzuchowski, Włodzimierz Koskowski, Marian Franke, Witold Nowicki.
W roku akademickim 1938/1939 istniały katedry:

- chorób wewnętrznych;
- chirurgii;
- ortopedii;
- dermatologii;
- okulistyki;
- położnictwa;
- ginekologii;
- pediatrii;
- chorób nerwowych;
- psychiatrii;
- otolaryngologii;
- stomatologii;
- histologii;
- embriologii;
- fizjologii;
- farmakologii;
- patologii;
- anatomii;
- medycyny sądowej;
- higieny;
- mikrobiologii lekarskiej;
- historii medycyny;
- biologii ogólnej;
- chemii lekarskiej.

#### Tajny Uniwersytet Ukraiński
Po zakończeniu wojny polsko-bolszewickiej decyzją Ministerstwa Wyznań Religijnych i Oświecenia Publicznego Uniwersytet Lwowski został uczelnią z wyłącznie polskim językiem wykładowym, usunięto z uczelni profesorów i wykładowców pochodzenia ukraińskiego. Wywołało to protest i powołanie konspiracyjnego wyższego szkolnictwa ukraińskiego, w ramach którego powstała tajna ukraińska Wyższa Szkoła Techniczna i Uniwersytet Ukraiński, na którym w latach 1921-1925 działał wydział medyczny. Funkcjonowało dziesięć katedr, na których studiowało stu osiemdziesięciu pięciu studentów. Do grona wykładowców należeli m.in. Marian Panczyszyn, Iwan Kuroweć, Maksym Muzyka, Stefan Baley, Ołeksandr Barwinśkyj. Ze względu na brak zaplecza i możliwości prowadzenia ćwiczeń laboratoryjnych i klinicznych po ukończeniu trzeciego roku studenci kontynuowali naukę zagranicą.

### II wojna światowa
Po wkroczeniu jesienią 1939 do miasta Armii Czerwonej władze radzieckie dokonały reorganizacji szkolnictwa wyższego dostosowując je do modelu obowiązującego w ZSRR. Wydział Lekarski został wydzielony ze struktur Uniwersytetu Lwowskiego i stał się samodzielną uczelnią noszącą nazwę Państwowy Instytut Medyczny. Rektorem został Ołeksandr Makarczenko, uczelnia prowadziła dwa wydziały – opieki zdrowotnej i farmaceutyczny. W tym samym roku powołano do życia medyczną bibliotekę naukową. Po wkroczeniu do Lwowa wojsk niemieckich pod koniec czerwca 1941 rozpoczęła się eksterminacja polskiej inteligencji, na początku lipca miał miejsce mord profesorów lwowskich na Wzgórzach Wuleckich w południowej części miasta. W grupie rozstrzelanych znaleźli się wówczas Tadeusz Ostrowski, Władysław Dobrzaniecki, Stanisław Progulski, Jan Grek, Roman Rencki, Włodzimierz Sieradzki, Adam Sołowij, Stanisław Mączewski, Witold Nowicki, Antoni Cieszyński i Jerzy Grzędzielski. Podczas okupacji hitlelrowskiej zginęli również Bolesław Jałowy, Andrij Łastowećkyj i Adolf Beck. 20 maja 1942 hitlerowcy zorganizowali w pomieszczeniach Instytutu Medycznego zawodowe kursy medyczne noszące oficjalną nazwę Państwowych Zawodowych Kursów Medyczno-Przyrodniczych (Staatliche Medizinisch-Naturwissenschaftliche Fachkurse) we Lwowie, ich zakres odpowiadał niemieckiemu programowi wyższego szkolnictwa medycznego. Zostały nazwane medyczno-profilaktycznymi kursami zawodowymi, w ich organizację był zaangażowany Marian Panczyszyn i Roman Osinczuk.

### Ukraińska Socjalistyczna Republika Radziecka
Po ponownym wkroczeniu do miasta Rosjan przywrócono działalność Państwowego Instytutu Medycznego. W 1961 powstał wydział szkolenia obcokrajowców, których liczba stale rosła, mimo to językiem wykładowym był rosyjski.

## Współczesność

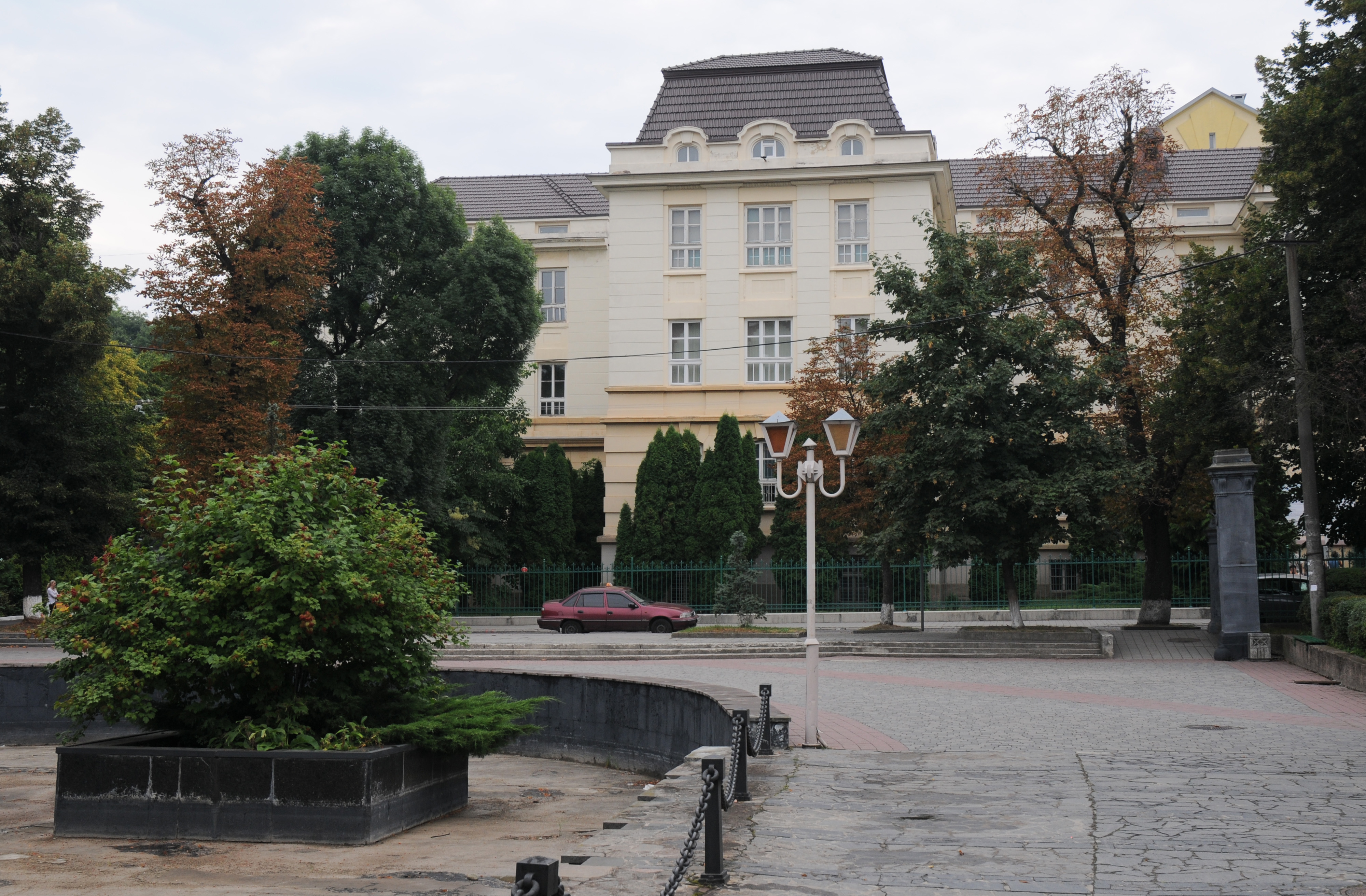
Fasada gmachu uczelni, ulica Piekarska 69

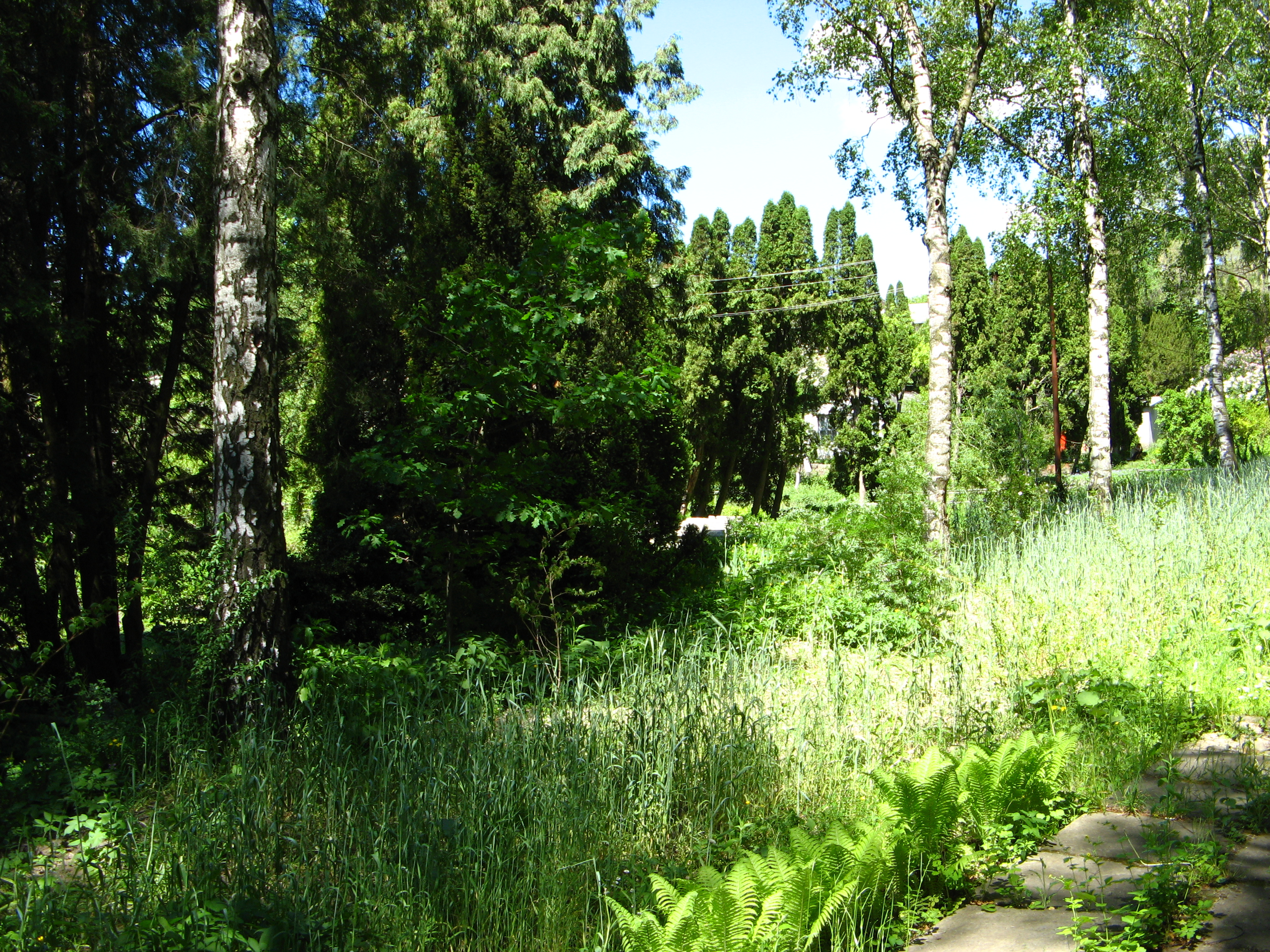
Fragment ogrodu botanicznego należącego do uczelni, ulica Piekarska 73

Po uzyskaniu przez Ukrainę niepodległości uczelnia funkcjonowała na niezmienionych zasadach do 1996, kiedy to Uchwałą Nr 1262 Rady Ministrów Ukrainy Państwowy Instytut Medyczny otrzymał status uczelni wyższej z czterostopniowym poziomem akredytacji, równocześnie zmienił nazwę na „Uniwersytet Medyczny we Lwowie”. Rok później na wydziale dla cudzoziemców wprowadzono język angielski jako język wykładowy. 21 października 1998 odbyła się uroczystość nadania uczelni imienia Daniela Halickiego. Dekretem Prezydenta Ukrainy Nr 872/2003 z dnia 21 sierpnia 2003 uczelnia otrzymała obecną nazwę – Lwowski Narodowy Uniwersytet Medyczny im. Daniela Halickiego.

## Obiekty naukowe uczelni
Zespół budynków Lwowskiego Narodowego Uniwersytetu Medycznego im. Daniela Halickiego zajmuje teren przy ulicy Piekarskiej 52, który jest otoczony parkiem. Budynki powstały w latach 1891-1898 według projektu Józefa Braunseisa dla wydziału medycznego Uniwersytetu Lwowskiego. Przed wejściem do gmachu głównego znajduje się skwer z fontanną, a wewnątrz umieszczono tablice upamiętniające Jakuba Parnasa i Marcelego Nenckiego. W sąsiednich budynku mieści się Muzeum Chorób Człowieka. W skład uczelni wchodzi również dawny przytułek dla sierot im. św. Józefa przy ulicy Piekarskiej 69, w czasach II Rzeczypospolitej mieścił się tu Szpital Zakaźny, a obecnie poza częścią naukową znajduje się tu Muzeum Anatomiczne. Ten budynek również otacza park, który ma powierzchnię 5,4 ha, w jego części znajduje się ogród botaniczny (1,5 ha).